# カン・ジファン
カン・ジファン（ハングル: 강지환、1977年3月20日 - ）は韓国の俳優。身長184cm。湖西専門学校グラフィック科、朝鮮大学校卒業。

## 人物
学業修了後、兵役を経て2002年にミュージカル『ロッキー・ホラーショー』でデビュー。
俳優デビューがミュージカル作品という韓国では変わったキャリアである。
その後、テレビドラマでの活動を2003年の『夏の香り』からはじめるが、当時は端役しか与えられなかった。しかし2005年の『がんばれ!クムスン』でヒロインの相手役を演じ、同番組が視聴率40%を記録する人気番組だったことから、一躍韓国の人気俳優の仲間入りを果たした。『がんばれ!クムスン』は台湾でも放送され、同地でも人気を博し、カン・ジファンは台湾でも人気者となった。
『がんばれ!クムスン』以降、テレビドラマや映画の出演依頼が急増した。
2019年7月、スタッフらと自宅で飲酒をした際、酒に酔って家に泊めた女性スタッフ2人のうち1人に準強姦、もう1人にセクハラを行った末彼女たちを監禁したとされており、12日に逃亡・証拠隠滅の恐れがあるとして警察に逮捕された。

## 出演作

### ミュージカル
- ロッキー・ホラーショー（2002年）
- グリース（2006年）
- カフェイン（2010年）

### テレビドラマ
- 夏の香り（2003年、KBS）
- 花よりも美しく（2004年、KBS） - キム・ジェシク役
- 知ることになるさ（2004年、KBS） - ソ・インウ役
- ラストダンスは私と一緒に（2004年-2005年、SBS） - シン・ジョンギュ役
- がんばれ!クムスン（2005年、MBC） - ク・ジェヒ役
- 恋の花火（2006年、MBC） - ナ・インジェ役
- 90日、愛する時間（2006年、MBC） - ヒョン・ジソク役
- 京城スキャンダル（2007年、KBS） - ソヌ・ワン役
- 快刀ホン・ギルドン（2008年、KBS） - ホン・ギルドン役
- コーヒーハウス（2010年、SBS） - イ・ジンス役
- 私に嘘をついてみて（2011年、SBS） - ヒョン・ギジュン役
- お金の化身（2013年、SBS） - イ・チャドン（イ・ガンソク）役
- ビッグマン（2014年、KBS） - キム・ジヒョク（カン・ジヒョク）役
- モンスター（2016年、MBC） - カン・ギタン（イ・グクチョル）役
- パンドラ 小さな神の子供たち（2018年、OCN） - チョン・ジェイン役
- 死んでもいい（2018年、KBS） - ペク・ジンサン役

### 映画
- 訪問者（2006年）
- 映画は映画だ（2009年）
- 7級公務員（2009年）
- 顔と心と恋の関係（2009年）
- チャ刑事（2012年）
- 太陽を撃て（2015年）

### その他
- カン・ジファンのある日何処かで・・・（旅番組）（2009年、Mnet Japan）
- カン・ジファンのある日何処かで・・・シーズン2（旅番組）（2011年、Mnet Japan）

## 受賞歴
- 2014年第9回アジアモデル授賞式　アジアスター賞
- 2009年第46回大鐘賞映画祭　新人男子賞
- 2009年第10回釜山映画評論家賞　新人男子賞
- 2009年第45回百想芸術大賞　新人男子賞
- 2008年第7回大韓民国映画祭　新人男子賞
- 2008年第29回青龍映画祭　新人男子賞
- 2008年第28回映評賞映画祭　新人男子賞
- 2008年第44回百想芸術大賞　TV部門人気賞
- 2008年KBS演技大賞　ネチズン賞、ベストカップル賞
- 2007年KBS演技大賞　優秀演技賞、ベストカップル賞
- 2005年MBC演技大賞　新人賞、優秀賞